# Micropsectra tusimakelea
Micropsectra tusimakelea är en tvåvingeart som beskrevs av Sasa och Suzuki 1999. Micropsectra tusimakelea ingår i släktet Micropsectra och familjen fjädermyggor. Inga underarter finns listade i Catalogue of Life.